# Willi Teichmann
Erwin Heinz Teichmann (* 14. Februar 1916 in Nowawes; † 24. Juni 1979 in Potsdam) war ein deutscher Filmproduktionsleiter bei der DEFA.

## Leben und Wirken
Der Sohn eines Schlossers hatte nach seinem Volksschulabschluss eine kaufmännische Lehre durchlaufen, ehe er 1935 als Aufnahmeleiter von der UFA eingestellt wurde. Bei Kriegsausbruch 1939 wurde Teichmann eingezogen und geriet bei Kriegsende in Gefangenschaft.
Wieder entlassen, übernahm ihn die DEFA am 17. Februar 1947. Zunächst wirkte er als Aufnahmeleiter an so bekannten Produktionen wie Wozzeck, Rotation und Der Biberpelz. Mit Beginn der 1950er Jahre rückte er zum Produktionsleiter auf.
Für die DDR-Staatsfirma stellte er mit Der Untertan den ersten Film in dieser Funktion her, zugleich die wichtigste Arbeit seiner gesamten Karriere. Bis zu dessen Übersiedelung in den Westen blieb Teichmann weiterhin dem „Untertan“-Regisseur Wolfgang Staudte verbunden. Danach produzierte er bis kurz vor seinem Tode auch anderer Regisseure Filme (vor allem die Richard Groschopps).
Teichmann hat (wie etwa bei Flucht aus der Hölle oder Im Schlaraffenland) sporadisch auch für das DDR-Fernsehen gearbeitet.

## Filmografie (Auswahl)
| - 1939: Ihr erstes Erlebnis - 1951: Der Untertan - 1951: Sein großer Sieg - 1953: Die Geschichte vom kleinen Muck - 1954: Leuchtfeuer - 1954: Sommerliebe - 1955: Mutter Courage und ihre Kinder (unvollendet) - 1955: Drei Mädchen im Endspiel - 1956: Rivalen am Steuer - 1957: Die Schönste - 1958: Reportage 57 - 1958: Ware für Katalonien - 1959: Bevor der Blitz einschlägt - 1960: Fünf Patronenhülsen - 1960: Flucht aus der Hölle (TV) | - 1960: Die Liebe und der Co-Pilot - 1960/61: Küßchen und der General - 1961: Wenn du zu mir hältst - 1961: Freispruch mangels Beweises - 1961: Vielgeliebtes Sternchen - 1962: Das grüne Ungeheuer (TV) - 1962: Die aus der 12b - 1962: Die Glatzkopfbande - 1964: Das Lied vom Trompeter - 1971: Hut ab, wenn du küßt! - 1976: Der kleine Zauberer und die große Fünf - 1977: Ein Schneemann für Afrika - 1978: Nachtspiele |